# Раяновці (Видинська область)
Рая́новці (болг. Раяновци) — село у Видинській області Болгарії. Входить до складу общини Белоградчик.

## Населення
За даними перепису населення 2011 року у селі проживали 106 осіб, з них 101 особа (99,0%) — болгари.
Розподіл населення за віком у 2011 році:
Динаміка населення: